# Juan de Picquigny
Juan o Jean de Picquigny fue un noble picardo, sire de Fluy, de la Casa de Picquigny, que vivió en el siglo XIV y desempeñó un papel importante al servicio del rey de Francia y luego, junto con sus hermanos, del rey de Navarra durante la guerra de los Cien Años, siendo nombrado gobernador de Artois.

## Biografía

### Familia
Descendiente de la Casa de Picquigny, cuya rama más antigua era el señor de Picquigny y vidame de Amiens, Juan de Picquigny era hijo de Roberto de Picquigny, consejero del rey fallecido entre 1345 y 1350, y de Juana de Fluy. De esta unión nacieron siete hijos y una hija. Juan de Picquigny era el mayor, su hermano Mathieu participó activamente en los hechos en los que estuvo involucrado su mayor. 
Juan de Picquigny había servido en el ejército del rey en 1346 en la Batalla de Crécy y compartió, con Jean de Gonnelieu, el gobierno de Artois en nombre del rey Juan el Bueno, tutor del joven duque de Borgoña Felipe de Rouvre. Se casó con Juana de Milly, heredera del señorío de Milly en Beauvais; juntos tuvieron cuatro hijos, Robert, Renaud, Jean y Mathieu. 
Jean de Picquigny parece ser el autor de una sucursal establecida en Beauvais hasta el siglo XVI. A Roberto de Picquigny, su hijo mayor, heredero de dos tercios de Milly, le confiscaron todos sus bienes. Renaud de Picquigny, su hermano, heredó un tercio de Milly y su sucesor fue Enguerrand de Picquigny, señor de Achy, a quien sucedió, a partir de 1447, su hijo, Robert de Picquigny, también señor de Achy. En 1447, el mencionado Robert de Picquigny, señor de Achy, retiró un tercio del señorío de Milly. Se casó con Isabelle de Neuville, viuda de Pierre de Boufflers en su primer matrimonio, y que quedó viuda en 1476. Tiene tres hijos: Antoine, que le sigue, Robert y Jehan. En 1509, Jeanne de Soubs-Saint-Léger era viuda de Antoine de Picquigny, señor de Achy, y tutora de sus hijos menores: Charles, que le sigue, Johanet y Florimond. Charles de Picquigny, señor de Achy, se casó con Françoise des Essarts- Meigneux, cuyo: Marguerite de Picquigny, casada en 1531 con Vespasien de Carvoisin, a quien trajo el señorío de Achy.

### Colaborador de Carlos II de Navarra
Juan de Picquigny, señor de Fluy, había sido diputado de la nobleza de la bailía de Amiens, en los Estados Generales de 1355 y 1356. En marzo de 1357, entra en el Gran Consejo de Francia y su hermano Mateo, canónigo de Amiens, se convierte en recaudador de las subvenciones encargadas por los Estados Generales.
En 1356, Juan de Picquigny actuó en colaboración con Étienne Marcel, preboste de los comerciantes de París. Aprovechando la derrota de Poitiers y el cautiverio del rey de Francia, Juan de Picquigny, a petición de la nobleza reformista, intervino en la liberación, junto con sus hermanos Roberto y Felipe y varios navarros, del rey Carlos II de Navarra, detenido por el rey Juan II de Francia en Ruan, durante un banquete ofrecido por su hijo Carlos, y encarcelado en esos momentos en el castillo de Arleux, cerca de Cambrai.
Llevó a Carlos II a Amiens donde fue recibido calurosamente y nombrado «burgués de Amiens» por los concejales, algo extraño para un príncipe de sangre real. Luego acompañó al rey de Navarra a París. Mahy, otro hermano de Juan, participó activamente en estos acontecimientos.
Tras el asesinato de Étienne Marcel, el delfín Carlos, regente del reino debido al cautiverio de su padre Juan II, prisionero de los ingleses, se encontra como dueño de París. Dada su frágil posición, en la primera mitad de septiembre 1358 promete olvidar el pasado a los habitantes de Amiens.
El partido navarro reacciona y actúa sin demora. Juan de Picquigny, refugiado en su castillo de La Hérelle, cerca de Breteuil-sur-Noye, decidió entrar en Amiens para liberar a su esposa encarcelada por los hombres del delfín.

### La batalla de Amiens (1358)
En la ciudad de Amiens, Juan de Picquigny podía contar con tres poderosos aliados, el alcalde de Amiens, el capitán de la ciudad y el abad de Gard.
Se introdujeron hombres de armas de contrabando en los sótanos y áticos de la residencia del abad du Gard y en las casas que rodeaban la Puerta de San Fermín. La ciudad de Amiens estaba en ese momento construyendo una nueva muralla al sur de la ciudad. Existía por tanto un espacio entre dos cinturones fortificados entre los que se extendían los suburbios.
Juan de Picquigny optó por atacar la ciudad por la Puerta de La Hotoie, a la entrada del nuevo recinto. En la madrugada del 16 septembre 1358, con los señores de Gauville, Fricamp y Béthisy, Juan de Picquigny entró en el suburbio fuera de la antigua muralla del siglo XII, con cerca de 800 hombres de armas gritando: «¡Navarra! ¡Navarra!»
Ante la algarabía de los partidarios del rey navarro, los partidarios del delfín se despertaron, se armaron y se enfrentaron cuerpo a cuerpo en los suburbios. Se dio la alarma dentro de la ciudad y los hombres de armas leales al delfín se lanzaron a la batalla.
Amiens, que permaneció fiel al delfín, pudo advertir al condestable de Robert de Fiennes y del conde de Saint-Pol que se encontraban en Corbie. Llegaron a Amiens por la Puerta de San Miguel con 400 lanzas. Juan de Picquigny se vio obligado a retirarse mientras saqueaba y luego quemaba los suburbios de Santiago, San Remigio, San Miguel y la abadía de San Juan.

### Un final trágico
Juan de Picquigny murió en un ataque de locura, en Évreux, antes de mayo de 1359. Según cuenta el cronista Jean le Bel, había matado a su chambelán. Carlos II de Navarra, en su testamento de 1361, aún tendrá presente su lealtad cuando deja estipulada para su viuda una pensión anual de 400 escudos de oro.